# Equines Foamyvirus
Das Equine Foamyvirus (EFV), offiziell Equine foamy virus, ist ein im Jahr 2000 erstmals beschriebenes Virus, das bei Pferden vorkommt und zur Familie der Retroviren (Retroviridae) gehört. Innerhalb der Retroviren wird es in die Subfamilie der Foamy- oder Spumaviren (Spumaretrovirinae), Gattung der Equispumavirus gestellt. Im Vergleich zu den anderen bekannten Foamyviren weist es am meisten Ähnlichkeit mit dem Foamyvirus der Rinder (BFV), Gattung Bovispumavirus, auf. Dagegen weist es zu der am besten untersuchten Gruppe Foamyvirus der Primaten (SFV), Gattung Simiispumavirus, deutliche Unterschiede in der Sequenzfolge auf. 
Eine mit diesem Virus assoziierte Krankheit ist wie bei anderen Foamyviren nicht bekannt. Die Verbreitung und Häufigkeit von EFV sind noch nicht näher untersucht, in der ursprünglich untersuchten Pferdepopulation zeigten sich 9 von 36 Tieren positiv. 

Genomkarte der Gattung Equispumavirus

Das Genom von EFV umfasst etwa 12.000 Nukleotide und zeigt den typischen foamyviralen Aufbau. Eine Besonderheit stellt jedoch z. B. das Motiv im aktiven Zentrum der Protease dar. Während dieses bei anderen Foamyviren aus den Aminosäuren DSG oder DSQ besteht, weist EFV hier die Abfolge DTG auf. Weiterhin unterscheidet sich EFV von allen anderen bekannten Foamyviren durch das Fehlen eines ER-Signals in Env und die damit vermutlich in Zusammenhang stehende Beobachtung, dass die Knospung von EFV nicht wie bei anderen Foamyviren an intrazellulären Membranen, sondern an der Plasmamembran erfolgt.